# Agricultura en Mesoamérica

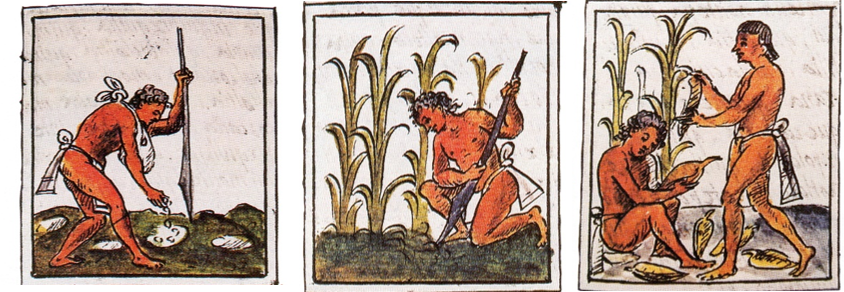
El maíz es el cultivo que más tuvo una estrecha relación con la vida en Mesoamérica

La agricultura en Mesoamérica se desarrolló en un territorio muy fértil y favorecido por los temporales y por su agradable clima, situación que propició la aparición de la agricultura como forma de vida sedentaria en este territorio, que comprende la mitad meridional de México, los territorios de Guatemala, El Salvador y Belice, así como el occidente de Honduras
Ningún cultivo tuvo tan estrecha relación con la vida mesoamericana como el maíz, que se extendió desde Canadá hasta las pampas chilenas. El maíz se empezó a cultivar en el valle de Cholula, en lo que hoy es Puebla, hace alrededor de siete u ocho mil años, sobre el 5000 a. C.
La coa, un palo con extremo puntiagudo, fue uno de los primeros instrumentos empleados para el cultivo de maíz. En ocasiones era necesario talar la vegetación y algunos árboles maduros, a fin de conseguir una mejor cosecha. Existían diversas técnicas de cultivo utilizadas hasta la fecha, como la roza, que consistía en limpiar la tierra, y las terrazas, áreas cultivadas sobre una ladera retenidas por un pequeño muro. En cambio, las chinampas usadas en el valle de México tenían un sofisticado sistema que permitía a los campesinos aprovechar el suelo de las zonas lacustres de forma intensiva. La propiedad de la tierra fue en un principio comunal, antecedente directo de los actuales tejidos, aunque posteriormente pasó a propiedad del Estado teocrático. Los calpullis mexicas eran habitados por los macehuales, quienes tenían la obligación de trabajar la tierra para su subsistencia y pagar tributo al jefe de cada barrio.
Cada terreno cultivable era otorgado a los naturales del barrio, pero podían rentarse con la condición que los arrendatarios fueran naturales de la misma localidad. La nobleza heredaba a sus hijos las tierras de su posesión y al extinguirse la línea pasaba a manos del tlatoani. Las tierras fueron:
1. Teopantlalli, para la manutención de los sacerdotes.
2. Tlatocatlalli, para los gastos del palacio.
3. Tecpantlalli, para pagar a los criados del palacio.
4. Tecuhtlatoque, de cuyo producto se pagaba a los jueces.
5. Michmalli, para abastecer a las tropas en campaña.
6. Yoatlalli, tierras ganadas en la lucha.
7. Tlatocanlli, destinada a los nobles.
8. Tlamilli, para la familia del macehual.
9. Altepetalli, para la comunidad en general.

Otras plantas cultivadas en el territorio mesoamericano fueron la calabaza, el chayote, el epazote, el huatli, el camote, la mandioca, la jícama, la vainilla, el algodón y el tabaco.